# اندرو میچل
اندرو میچل (انگلیسی: Andrew Mitchell؛ زادهٔ ۲۳ مارس ۱۹۵۶) دوچرخه‌سوار سابق و سیاست‌مدار اهل بریتانیا است.